# Лоріс Буреллі
Лоріс Буреллі (фр. Lorys Bourelly, 27 травня 1992) — французький плавець.